# Sant'Eufemia d'Aspromonte
Sant'Eufemia d'Aspromonte és un comune (municipi) de la Ciutat metropolitana de Reggio de Calàbria, a la regió italiana de Calàbria, situat a uns 90 km al sud-oest de Catanzaro i a uns 25 km al nord-est de Reggio de Calàbria. A 1 de gener de 2019 la seva població era de 4.009 habitants.
Sant'Eufemia d'Aspromonte limita amb els municipis següents: Bagnara Calabra, Melicuccà, San Procopio, Scilla i Sinopoli.